# Stanton (Suffolk)
Stanton – wieś w Anglii, w hrabstwie Suffolk, w dystrykcie West Suffolk. Leży 35 km na północny zachód od miasta Ipswich i 115 km na północny wschód od Londynu. W 2001 miejscowość liczyła 2683 mieszkańców.